# Anatrim
Anatrim is de naam van een product dat gepromoot is geweest als een middel om honger tegen te gaan en vet te verbranden. Volgens websites en spam-e-mails die het product adverteerden, bevat het hoodia en zou het mensen helpen om af te slanken door het hongergevoel weg te nemen. Volgens andere bronnen bevatten tabletten Anatrim diverse ingrediënten, zoals groene thee en spirulina.
Door welk bedrijf Anatrim gemaakt wordt, is onbekend, aangezien het niet als merknaam gedeponeerd is en er ook geen patent onder de naam Anatrim in Europa of the Verenigde Staten bestaat. Volgens de feitelijke houder van het patent op hoodia voor gewichtsreductie, Phytopharm, bevat Anatrim onvoldoende hoodia om effectief te zijn.